# 리디아 포슨
리디아 포슨(Lydia Forson, 1984년 10월 24일 ~ )은 가나의 배우, 작가, 프로듀서이다. 2010 아프리카 영화 아카데미상 여우주연상 공동수상자이다.